# Jerzy (Khodr)
Jerzy, imię świeckie Georges Khodr (ur. 6 lipca 1923 w Trypolisie) – libański duchowny prawosławny, w latach 1970–2018 metropolita Byblos i Batroun.

## Życiorys
Święcenia kapłańskie przyjął w 1953 r. 10 lutego 1970 otrzymał chirotonię biskupią. 6 marca 2018 r. złożył rezygnację (podeszły wiek).